# 長野師範学校
長野師範学校（ながのしはんがっこう）は、かつて長野県が設置し、戦時中に官立に移管した師範学校。新制信州大学の発足に伴い、その教育学部の一部となった。

## 沿革

### 旧・長野県立、筑摩県立並設期

#### 筑摩県師範講習所、筑摩県師範学校
- 1873年（明治6年）5月 - 筑摩県、筑摩県師範講習所を開設（松本の開智学校内）[1]。
- 1873年（明治6年）8月 - 松本宮村町瑞松寺に移転し、附属小学校を設置。
- 1874年（明治7年）2月 - 稽古所 （分教場） を飯田に設置。
- 1874年（明治7年）10月 - 筑摩県師範学校と改称。

#### 長野県師範講習所、旧・長野県師範学校
- 1873年（明治6年）8月 - 旧・長野県、長野県師範講習所を開設 （長野東之門宝林院念仏堂内）[1]。
- 1874年（明治7年）9月 - 長野西町西方寺に移転。
- 1875年（明治8年）6月 - 飯山・上田・岩村田に師範予備校を設置[2]。
- 1875年（明治8年）12月 - 長野県師範学校と改称。
  - 新校舎 （現・長野市立図書館付近） に移転。同月、師範予備校を師範支校と改称。

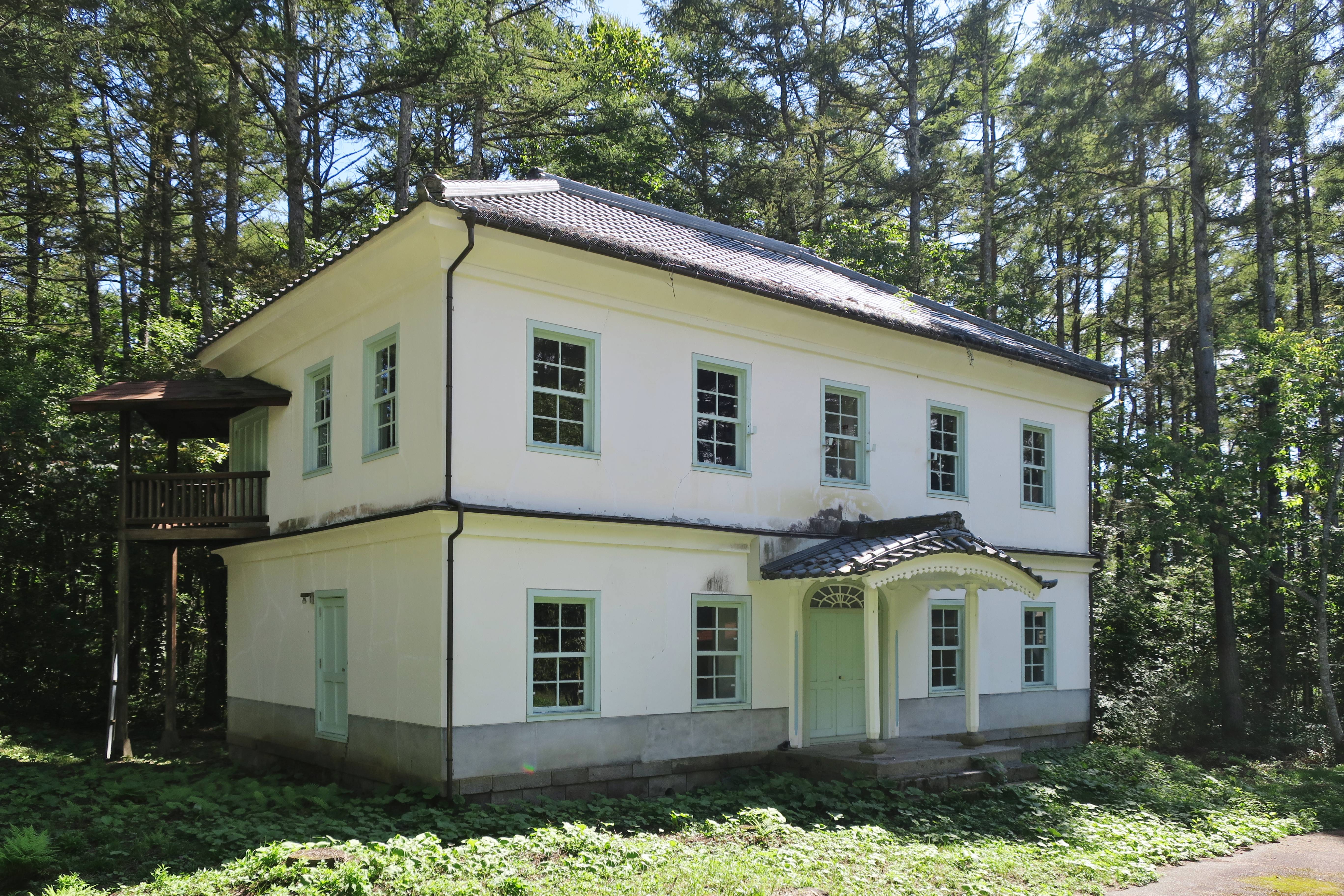
旧長野県師範学校教師館（長野県宝）。1875年11月落成、1971年移築。

### 長野県立期

#### 旧・長野県師範学校
- 1876年（明治9年）9月 - 筑摩県と長野県の合併により、旧筑摩県師範学校は長野県師範学校松本支校となる[3]。
- 1876年（明治9年）12月 - 修業年限2年となる。
- 1877年（明治10年）12月 - 飯山・上田・岩村田の師範支校を廃止[4]。
- 1882年（明治15年）9月 - 規則改定。
  - 中等師範学科（修業年限2年半）・高等師範学科（4年）を設置。
- 1883年（明治16年）6月 - 松本支校を廃止。師範学校本校を松本に移転。
  - 校舎は東筑摩郡松本町地蔵清水 （現・松本市丸の内、日本銀行松本支店付近） に存在。

#### 長野県尋常師範学校
- 1886年（明治19年）9月 - 長野に移転[注釈 1]。師範学校令により長野県尋常師範学校と改称 （4年制）。
  - 校舎は県会議事堂 （松本移転前の旧師範学校校舎） を使用。
- 1887年（明治20年）10月25日 - 西長野町（現・信州大学教育学部所在地）の新校舎に移転。開校式挙行。
  - 同年、旧校地に附属小学校を設置。
- 1888年（明治21年）4月 - 女子部を設置（翌1889年から 3年制に短縮）。
- 1894年（明治27年）9月 - 小学校教員講習科（修業年限6ヶ月）を設置[5]。
  - 尋常小学校本科正教員養成が目的。
- 1898年（明治31年）3月 - 小学校教員講習科に第二種を設置[6]。
  - 尋常小学校本科准教員養成が目的。

#### 長野県師範学校
- 1898年（明治31年）4月 - 師範教育令により長野県師範学校と改称。
- 1900年（明治33年）4月 - 小学校教員講習科を 5種に分割。
  - 従来の第一種は第二種、従来の第二種は第三種と改称。
- 1905年（明治38年）4月 - 女子部を分離、長野県松本女子師範学校を設置。
- 1908年（明治41年）4月 - 本科第二部を設置 （中学校卒業者対象、1年制）。
- 1908年（明治41年）5月9日 - 東隣の県庁焼失。生徒ら校舎防火・書類運び出し等に従事。
- 1908年（明治41年）5月22日 - 師範学校講堂・体操場など計8棟焼失。
- 1908年（明治41年）6月15日 - 師範学校本館など計3棟焼失。
- 1909年（明治42年）9月 - 新校舎一部落成。
- 1910年（明治43年）2月 - 講堂落成。小学校教員講習科新規定制定 （4種構成に）。
- 1915年（大正4年）12月 - 寮歌制定。『見よや曙 東の』（坂井衡平 作詞）。
- 1918年（大正7年）1月 - 本科第二部の修業年限を1年4ヶ月に延長。
- 1918年（大正7年）4月 - 臨時教員講習所を設置。
- 1923年（大正12年）4月 - 本科第二部の修業年限を 2年に延長。
- 1925年（大正14年）4月 - 本科修業年限を変更。専攻科 （1年制） を設置[7]。
  - 本科第一部（4年→5年、2年制高小卒対象に変更）・同第二部（2年→1年）。
- 1931年（昭和6年）4月 - 本科第二部の修業年限を 2年に延長。
- 1933年（昭和8年）6月 - 通学生控室を改造、生徒研究室 「清明堂」 を開設。
- 1934年（昭和9年）11月 - 飯綱高原に修練道場 「洗心寮」 開所。

#### 長野県松本女子師範学校
- 1902年（明治35年）4月25日 - 文部大臣により長野県松本女子師範学校設立認可。
- 1902年（明治35年）5月2日 - 1905年4月開校を告示。
- 1905年（明治38年）4月 - 14日、第1回入学式。15日、開校式を挙行。
- 1908年（明治41年）3月31日 - 本科第一部の修業年限を 3年から4年に延長。
- 1917年（大正6年）3月18日 - 本館ほか焼失。
- 1918年（大正7年）9月 - 校舎新築竣工。
- 1919年（大正8年）1月 - 講堂落成式を挙行。
- 1925年（大正14年）4月 - 本科第一部の修業年限を 5年に延長。
- 1926年（大正15年）4月 - 専攻科（1年制）を設置。
- 1929年（昭和4年）3月 - 県立松本第二高等女学校を併設。
- 1932年（昭和7年）12月 - 経費削減のため本科第一部募集停止。
- 1934年（昭和9年）1月 - 本科第一部募集再開。

### 官立期

#### 長野師範学校
- 1943年（昭和18年）4月1日 - 長野県師範学校・長野県松本女子師範学校を統合し、官立長野師範学校設置。
  - 旧長野県師範学校校舎に男子部、旧長野県松本女子師範学校校舎に女子部を設置。
- 1943年（昭和18年）9月 - 新校歌制定。『信州天に迫りて高く』（風巻景次郎 作詞、平井保喜 作曲）。
- 1945年（昭和20年）3月 - 学校工場を開設（敗戦により9月閉鎖）。
  - 男子部第一 （三菱飛行機）・同第二（凸版印刷）・女子部（三菱飛行機）。
- 1947年（昭和22年）1月4日 - 予科妻科寮 1棟焼失。
- 1947年（昭和22年）4月 - 附属小学校・中学校（新制）を新設。
- 1949年（昭和24年）3月 - 松本真澄高等学校（元・女子部併設の松本第二高女）惜別会を挙行。
- 1949年（昭和24年）4月 - 男女共学となる。
  - 性別に関係なく、長野・松本のうち近い方への通学が選択可能となった。
- 1949年（昭和24年）5月31日 - 新制信州大学発足。
  - 青師と共に教育学部の母体として包括され、信州大学長野師範学校と改称。
- 1951年（昭和26年）3月31日 - 信州大学長野師範学校、廃止。

## 校地
長野県師範学校・官立長野師範学校男子部
長野県尋常師範学校時代の 1887年以来、西長野町 （現・長野市西長野） の校地を使用し続けた。西長野校地は後身の新制信州大学教育学部に引き継がれ、現在に至っている。 
長野県松本女子師範学校・官立長野師範学校女子部
1905年の松本女子師範学校設立以来、松本市元原町 （現・桐1丁目） の校地を使用し続けた。松本校地は後身の新制信州大学教育学部に引き継がれ、松本分校となった。松本分校は1966年3月末に廃止され、長野の本校に統合された。現在、旧松本校地には、教育学部附属松本小学校・松本中学校・幼稚園が存在する。

## 歴代校長
長野県師範学校（前身諸校を含む）
- 肥田野畏三郎：1882年1月 - 1882年7月12日
- 能勢栄：1882年7月13日 - 1885年9月30日
- 塩野宗一：1885年11月 - 1886年9月
- 浅岡一：1886年9月30日[8] - 1893年11月27日
- 正木直太郎：1893年11月29日 - 1899年10月25日
- 深井弘：1899年10月26日 - 1902年4月16日
- 原竜豊：1902年4月17日 - 1908年7月8日
- 柴垣則義：1908年7月13日 - 1911年5月5日
- 太田秀穂：1911年5月5日 - 1912年4月1日
- 星菊太：1912年4月16日 - 1915年9月4日
- 内堀維文：1915年9月4日 - 1917年7月6日
- 小島政吉：1917年7月6日 - 1919年6月12日
- 磯貝泰助：1919年6月13日 - 1924年4月29日
- 豊田潔臣：1924年4月30日 - 1928年4月19日
- 片山昇：1928年4月20日 - 1933年1月6日
- 清水暁昇：1933年1月16日 - 1936年3月30日
- 中島正勝：1936年3月31日 - 1939年8月30日
- 上山道造：1939年8月31日 - 1940年4月1日
- 熊谷美登利：1940年4月2日 - 1943年3月31日

官立長野師範学校
- 鈴木正明：1943年4月1日[9] - 1945年11月24日[10]
- 岩波喜代登：1945年11月24日[10] - 1949年12月7日

信州大学長野師範学校（新制信州大学教育学部長と兼任）
- 山中肇：1949年12月14日 - 1951年3月31日

長野県松本女子師範学校
- 矢澤米三郎：1905年2月7日 - 1924年4月
- 山松鶴吉：1924年4月 - 1928年12月
- 小林和一：1928年12月 - 1936年3月
- 楢崎善一：1936年3月 - 1939年6月
- 戸田克己：1939年6月 - 1943年3月

信州大学教育学部松本分校
- 加藤清一：1949年5月31日 - 1960年3月31日
- 中村忠雄：1960年4月1日 - 1964年3月31日
- 田中冨次郎：1964年4月1日 - 1966年3月31日

## 著名な教員
- 島津忠貞（政治家）
- 和合恒男（農本主義者）

## 著名な出身者
- 阿部栄之助 （郷土史家）
- 一志茂樹 （郷土史家）
- 市村咸人 （郷土史家）
- 伊藤長七 （教育者）
- 岩崎長思（教育者）
- 岩垂今朝吉（教育者）
- 大江礒吉（教育者）
- 太田水穂 （歌人）
- 大沢辰次郎（政治家）
- 大和岩雄 （出版実業家）
- 小尾郊一 （中国文学者）
- 春日政治（国語学者）
- 加藤明治（児童文学者）
- 上条螘司（中退）（自由民権運動家）
- 上條信山 （教育者）
- 川井清一郎 （教育者）
- 川田弘道 （俳優）
- 河原操子（教育者）
- 木内信（政治家）
- 北沢種一（教育者）
- 金原省吾（美学者）
- 久保田与四郎（弁護士）
- 黒木勘蔵 （日本近世文学研究者）
- 黒坂周平 （郷土史家）
- 河野齢蔵 （山岳写真家）
- 小宮市太郎 （教育者・政治家）
- 小山清茂 （作曲家）
- 佐藤寅太郎（政治家）
- 四賀光子 （歌人）
- 島木赤彦 （歌人）
- 清水謙一郎（教育者）
- 清水正男（教育学者）
- 高橋貞一郎（洋画家）
- 高橋白山（教育者）
- 田中貢一（植物学者）
- 手塚縫蔵（教育者）
- 塚原葦穂（教育者・政治家）
- 中村拡三（教育者）
- 名取堯（歴史家）
- 西尾実 （国文学者）
- 羽田健三 （生物学者）
- 羽田貞義（教育者）
- 早川権弥（政治家）
- 原圭二（ノンフィクション作家）
- 樋口勘次郎（教育学者）
- 平澤彌一郎 （運動生理学者）
- 松井芒人（教育者）
- 松岡弘（教育者）
- 丸山久雄（教育者・政治家）
- 丸山弁三郎（政治家）
- 水品平右衛門（政治家）
- 三村壽八郎（教育者）
- 宮口しづえ（児童文学者）
- 宮下一清（中退）（政治家）
- 森本省一郎（政治家）
- 森山儀文治（政治家）
- 矢澤米三郎（教育者）
- 矢島浦太郎（弁護士）
- 湯本武比古（中退）（教育者）
- 与良松三郎（教育者、実業家）

## 関連書籍
- 信州大学教育学部九十年史編集委員会（編）　『信州大学教育学部九十年史』　信州大学教育学部創立九十周年記念会、1965年。
- 信州大学教育学部五十年誌編纂部会（編）　『信州大学教育学部五十年誌』　信州大学教育学部、1999年10月。